# Lorraine Coghlan
Lorraine Coghlan Robinson (* 23. September 1937 in Warrnambool als Lorraine Coghlan) ist eine ehemalige australische Tennisspielerin.

## Karriere
Lorraine Coghlan gewann 1956 den Juniorinnenwettbewerb der Australian Championships, die später in Australian Open umbenannt wurden.
Das Jahr 1958 war für Coghlan das erfolgreichste Jahr hinsichtlich ihrer Teilnahme bei Grand-Slam-Turnieren. Sie konnte bei allen Einzelwettbewerben der vier Turniere ihr Karrierehoch erlangen, wobei sie bei den Australian Championships das Finale erreichte, in dem sie sich Angela Mortimer geschlagen geben musste. Im Mixed erreichte sie an der Seite ihres Landsmanns Bob Howe sowohl bei den Französischen Meisterschaften als auch in Wimbledon das Finale, wobei Coghlan in London ihren einzigen Titel bei einem Grand-Slam-Turnier gewinnen konnte. Zwischen 1958 und 1967 erreichte Coghlan jeweils mit verschiedenen Partnerinnen das Doppelfinale der Australian Championships.

## Persönliches
Coghlan heiratete am 19. Dezember 1959 John Robinson.

## Finalteilnahmen bei Grand-Slam-Turnieren

### Einzel

#### Finalteilnahmen
| Nr. | Datum           | Turnier                  | Belag | Finalgegnerin   | Ergebnis |
| --- | --------------- | ------------------------ | ----- | --------------- | -------- |
| 1.  | 27. Januar 1958 | Australian Championships | Rasen | Angela Mortimer | 3:6, 4:6 |

### Doppel

#### Finalteilnahmen
| Nr. | Datum           | Turnier                  | Belag | Partnerin       | Finalgegnerinnen                | Ergebnis      |
| --- | --------------- | ------------------------ | ----- | --------------- | ------------------------------- | ------------- |
| 1.  | 27. Januar 1958 | Australian Championships | Rasen | Angela Mortimer | Mary Hawton Thelma Long         | 5:7, 8:6, 2:6 |
| 2.  | 28. Januar 1959 | Australian Championships | Rasen | Mary Reitano    | Sandra Reynolds Renee Schuurman | 5:7, 4:6      |
| 3.  | 1. Februar 1960 | Australian Championships | Rasen | Margaret Smith  | Maria Bueno Christine Truman    | 2:6, 7:5, 2:6 |
| 4.  | 30. Januar 1967 | Australian Championships | Rasen | Évelyne Terras  | Judy Tegart Lesley Turner       | 0:6, 2:6      |

### Mixed

#### Turniersiege
| Nr. | Datum        | Turnier                 | Belag | Partner     | Finalgegner                | Ergebnis   |
| --- | ------------ | ----------------------- | ----- | ----------- | -------------------------- | ---------- |
| 1.  | 5. Juli 1958 | Wimbledon Championships | Rasen | Robert Howe | Althea Gibson Kurt Nielsen | 6:3, 13:11 |

#### Finalteilnahmen
| Nr. | Datum        | Turnier                      | Belag | Partner     | Finalgegner                        | Ergebnis |
| --- | ------------ | ---------------------------- | ----- | ----------- | ---------------------------------- | -------- |
| 1.  | 1. Juni 1958 | Französische Meisterschaften | Sand  | Robert Howe | Shirley Bloomer Nicola Pietrangeli | 6:8, 2:6 |